# József Baló
József Baló (ur. 10 listopada 1895 w Budapeszcie, zm. 10 października 1979 w Budapeszcie) – węgierski lekarz patolog.

## Życiorys
Rodzina Baló pochodziła z Siedmiogrodu. József Baló rozpoczął studia w 1913 roku w rodzinnym mieście, ale wybuch wojny je przerwał. Od 1917 roku pracował w I. Wydziale Patologii Uniwersytetu Pétera Pázmánya w Budapeszcie. Studia medyczne ukończył w 1919. Od 1922 do 1924 przebywał dzięki stypendium Fundacji Rockefellera w Baltimore na Uniwersytecie Johnsa Hopkinsa i w Bostonie w tamtejszym Hygiene Institute.
W 1926 powrócił do Budapesztu i został profesorem na Wydziale Medycznym macierzystej uczelni. W 1928 roku zaczął pracować w Wydziale Patologii Uniwersytetu Ferenca Józsefa w Segedynie. Pełnił tam funkcję dziekana Wydziału Medycznego od 1932 do 1933 i od 1941 do 1942, rektora od 1939 do 1940, a od jesieni 1945 objął kierownictwo Wydziału Patologii. Od 1945 do 1946 kierował Instytutem Medycyny Sądowej w Budapeszcie, od 1945 do 1967 Programem Badań nad Nowotworami Uniwersytetu Semmelweisa.
W 1947 Baló został prezydentem Węgierskiego Towarzystwa Patologicznego i członkiem Lekarskiej Rady Etyki. W 1965 otrzymał tytuł doktora od uczelni medycznej w Segedynie, jak również medal Semmelweisa. W 1975 został uhonorowany nowo ustanowionym przez Węgierskie Towarzystwo Onkologiczne medalem Ödöna Krompechera. W 1955 przyznano mu nagrodę Kossutha. Był też członkiem Węgierskiej Akademii Nauk.

## Dorobek naukowy
W 1927 opisał w węgierskim czasopiśmie nieznaną wcześniej chorobę, znaną dziś jako stwardnienie koncentryczne Baló (łac. leukoencephalitis periaxialis concentrica) i będącą rzadkim wariantem stwardnienia rozsianego.  W 1928 przedstawił jej opis w języku angielskim. W 1931 roku opublikował w języku węgierskim i niemieckim swoje prace wirusologiczne; w 1940 roku przedstawił monografię dotyczącą chorób demielinizacyjnych. W Budapeszcie pracował nad chorobami naczyń i miażdżycą. Wraz z żoną, dr. Iloną Bangą, dokonał odkrycia elastazy trzustkowej, które to odkrycie niesłusznie przypisuje się zazwyczaj niemieckiemu biochemikowi Andreasowi Sziegoleitowi, który swoje odkrycie przedstawił w 1982. Baló dokonał wielu obserwacji nad onkogennym działaniem wirusów i przedstawił cenione na świecie prace na temat patologii raka płuc. Dorobek naukowy Baló liczy około 300 artykułów i sześć monografii.